# John Seton
Sir John Seton (* nach 1278; † 4. August 1306 in Newcastle upon Tyne) war ein englischer Ritter und Rebell. Während des Schottischen Unabhängigkeitskriegs wechselte er die Seiten, worauf er nach seiner Gefangennahme hingerichtet wurde.

## Herkunft und Erbe

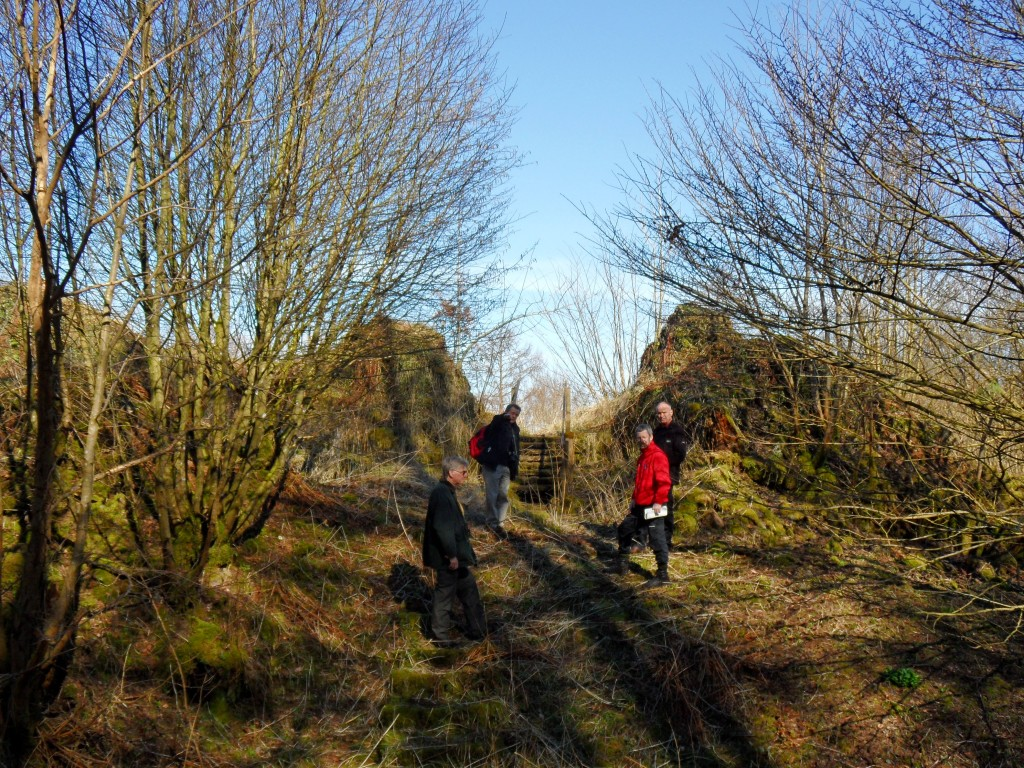
Fotografie der Ruine des 1306 von John Seton verteidigten Tibbers Castle (2016)

John Seton entstammte einer Familie der Gentry, die sich offenbar nach Seton im North Riding of Yorkshire benannte. Er war ein jüngerer Sohn seines gleichnamigen Vaters Sir John of Seton, der vor dem 7. Juli 1299 starb. Daraufhin erbte sein älterer Bruder Christopher Seton die Besitzungen der Familie in Yorkshire und Cumberland.

## Rolle im Schottischen Unabhängigkeitskrieg
1301 gehörte John Seton während des Schottischen Unabhängigkeitskriegs als Ritter dem englischen Heer in Schottland an. Sein Bruder Christopher heiratete vor 1305 eine Schwester des schottischen Adligen Robert Bruce, Earl of Carrick. John Seton gehörte im Februar 1306 zusammen mit seinen Brüdern Christopher und Humphrey Seton zu den Begleitern von Bruce. Dabei wurden sie in Dumfries in dessen Mord an John Comyn verwickelt. Bruce erklärte sich wenig später zum König der Schotten. Wahrscheinlich waren John und sein Bruder Christopher bei der Krönung in Scone anwesend. Daraufhin wurden sie vom englischen König zu dessen Feinden erklärt. Seton war an der Besetzung von Dumfries Castle und an der Gefangennahme von Richard Siward, dem Sheriff von Dumfriesshire beteiligt. Anschließend ernannte Bruce ihn zum Kommandanten von Tibbers Castle, der ebenfalls besetzten Burg von Richard Siward. Trotz der Niederlage von Bruce in der Schlacht bei Methven im Juni und der folgenden Flucht von Bruce widersetzte sich die Besatzung von Tibbers Castle der Aufforderung der englischen Truppen, sich zu ergeben. Tibbers Castle wurde daraufhin belagert und erobert, dabei geriet John Seton in Gefangenschaft. Der englische König ließ die Unterstützer der Rebellion von Bruce unbarmherzig bestrafen. John Seton wurde nach Newcastle gebracht und zusammen mit 15 weiteren Rebellen, darunter John of Cambo hingerichtet. Während die meisten Rebellen nur gehängt wurden, wurde Seton auf besonderen Befehl des Königs zur Strafe für seine Beteiligung am Mord an Comyn grausam zur Richtstätte geschleift und dann gehängt.